# Akscha-Tempel
Der Akscha-Tempel ist ein altägyptischer Tempel, der im Khartumer Nationalmuseum teilweise wiederaufgebaut wurde.
Der Tempel wurde um 1250 v. Chr. von Ramses II. im äußersten Norden des heutigen Sudans (wenige Kilometer südlich von Faras) auf der Westseite des Nils errichtet. Er war dem „lebenden Abbild des Ramses II. im Nubierland“ und daneben den Göttern Amun und Re geweiht. Auf den Tempelwänden werden mehrfach Opferhandlungen des Königs vor seiner eigenen vergöttlichten Form dargestellt. Gezeigt werden auch die Königssöhne von Kusch, Heqanacht und Mesui, bei der Verehrung des Königsnamens.
Der Standort des Tempels war schlecht gewählt, da er nur wenige Zentimeter über der Hochflut des Nils lag. Dies hatte eine Durchfeuchtung der unteren Wandschichten und die Kristallisation von Salzen an der Gesteinsoberfläche zur Folge, wodurch die Steine im Laufe der Jahrhunderte zermürbt wurden. Außerdem litt der Tempel stark unter Steinraub durch die lokale Bevölkerung. Deswegen war im 20. Jahrhundert kaum mehr etwas von dem Tempel zu sehen. Durch die Ausgrabungen 1963, die infolge des Baus des Assuan-Staudamms initiiert wurden, konnte jedoch der Grundriss des Tempels festgestellt werden. Dabei entdeckte man eine relativ gut erhaltene Tempelwand, die die Westmauer des Pfeilerhofes ist. Darauf ist auf ganzer Länge eine Liste der von Ramses II. beherrschten Fremdvölker gemeißelt. Sie wurde als abbauwürdig erachtet und Archäologen der Universität Ghana zersägten die Wand in einzelne Blöcke, die man anschließend nach Khartum brachte. Dort wurde die Wand im Museumsgarten des Nationalmuseums, geschützt durch einen Pavillon, wieder aufgebaut.
In der Nähe des Tempels wurden Friedhöfe der A-, C- und X-Gruppe entdeckt. Außerdem fand man Teile der Qubanstele und der Stele mit den „Segnungen des Ptah“.